# Singureni, Giurgiu
Singureni este satul de reședință al comunei cu același nume din județul Giurgiu, Muntenia, România. Este situat în Câmpia Găvanu-Burdea, pe malul stâng al Neajlovului.